# Color64
Color64 es un sistema BBS para computadoras que fue muy popular para el Commodore 64 durante la década de 1980. Fue escrito por Greg Pfountz. Color64 fue avanzado para su tiempo. La E/S fue escrita en lenguaje de máquina. También se compuso en módulos, cada uno escrito en BASIC. Cada módulo se cargaría en la memoria a medida que un usuario pasaba de una parte del sistema a otra. Por ejemplo, el módulo de inicio de sesión fue el que maneja la respuesta del teléfono y la verificación de la información de inicio de sesión. Luego cargaría el módulo del menú principal. Entrar en los paneles de mensajes cargaría el módulo del panel de mensajes. Los juegos en línea funcionaron de la misma manera. 
Debido a que las unidades de disco Commodore 1541 y Commodore 1571 eran lentas, la mayoría de los BBS usarían el módulo de expansión de memoria. Esto serviría como un disco RAM y permitiría que todos los módulos se carguen rápidamente. 
Algunos Color64 BBS de la época estuvieron en Reflex Point en Pasadena, Snoopy's Doghouse en Alhambra, y Woodstock's Place en Temple City. 
Se desarrolló un programa paralelo llamado "ColorTerm" que permitía a los usuarios de PC iniciar sesión en Commodore Color 64 BBS y experimentar el conjunto completo de gráficos Commodore.
- Datos: Q5148533